# Japan ved sommer-OL 2016
Japan deltog under Sommer-OL 2016 i Rio de Janeiro som blev arrangeret i perioden 5. august til 21. august 2012. 

## Medaljer
| 2016 Rio de Janeiro | Guld | Sølv | Bronze | Total |
| Japan               | 12   | 8    | 21     | 41    |

### Medaljevinderne
| Japan under sommer-OL 2016 i Rio de Janeiro | Japan under sommer-OL 2016 i Rio de Janeiro                                                                            | Japan under sommer-OL 2016 i Rio de Janeiro | Japan under sommer-OL 2016 i Rio de Janeiro | Japan under sommer-OL 2016 i Rio de Janeiro |
| Medalje                                     | Navn | Sport                                       | Event                                       | Dato                                        |
| ------------------------------------------- | --- | ------------------------------------------- | ------------------------------------------- | ------------------------------------------- |
| Guld                                        | Ryōhei Katō Kenzō Shirai Yūsuke Tanaka Kōhei Uchimura Koji Yamamuro                                                    | Gymnastik                                   | Mændenes artistiske all-around for hold     | august 8                                    |
| Guld                                        | Haruka Tachimoto | Judo                                        | Kvindernes 70 kg                            | august 10                                   |
| Guld                                        | Mashu Baker | Judo                                        | Mændenes 90 kg                              | august 10                                   |
| Guld                                        | Kōhei Uchimura | Gymnastik                                   | Mændenes artistiske individuelle all-around | august 10                                   |
| Guld                                        | Rie Kaneto | Svømning                                    | 200 m brystsvømning                         | august 11                                   |
| Guld                                        | Eri Tosaka | Brydning                                    | Kvindernes 48 kg fristil                    | august 17                                   |
| Guld                                        | Kaori Icho | Brydning                                    | Kvindernes 58 kg fristil                    | august 17                                   |
| Guld                                        | Sara Dosho | Brydning                                    | Kvindernes 69 kg fristil                    | august 17                                   |
| Guld                                        | Misaki Matsutomo Ayaka Takahashi                                                                                       | Badminton                                   | Damdouble                                   | august 18                                   |
| Guld                                        | Risako Kawai | Brydning                                    | Kvindernes 63 kg fristil                    | august 18                                   |
| Sølv                                        | Masato Sakai | Svømning                                    | Mændenes 200 m butterfly                    | august 9                                    |
| Sølv                                        | Kosuke Hagino | Svømning                                    | Mændenes 200 m individual medley            | august 11                                   |
| Sølv                                        | Hisayoshi Harasawa | Judo                                        | Mændenes +100 kg                            | august 12                                   |
| Sølv                                        | Shinobu Ota | Brydning                                    | Mændenes 59 kg græsk-romersk stil           | august 14                                   |
| Sølv                                        | Jun Mizutani Koki Niwa Maharu Yoshimura                                                                                | Bordtennis                                  | Men's team                                  | august 17                                   |
| Sølv                                        | Saori Yoshida | Brydning                                    | Kvindernes 53 kg fristil                    | august 18                                   |
| Sølv                                        | Rei Higuchi | Brydning                                    | Kvindernes 57 kg fristil                    | august 19                                   |
| Sølv                                        | Asuka Cambridge Yoshihide Kiryū Ryota Yamagata Shōta Iizuka                                                            | Atletik                                     | 4×100 meter stafetløb                       | august 19                                   |
| Bronze                                      | Ami Kondo | Judo                                        | Kvindernes 48 kg                            | august 6                                    |
| Bronze                                      | Naohisa Takato | Judo                                        | Mændenes 60 kg                              | august 6                                    |
| Bronze                                      | Hiromi Miyake | Vægtløftning                                | Kvindernes 48 kg                            | august 6                                    |
| Bronze                                      | Daiya Seto | Svømning                                    | Mændenes 400 m individuel medley            | august 6                                    |
| Bronze                                      | Misato Nakamura | Judo                                        | Kvindernes 52 kg                            | august 7                                    |
| Bronze                                      | Masashi Ebinuma | Judo                                        | Mændenes 66 kg                              | august 7                                    |
| Bronze                                      | Kaori Matsumoto | Judo                                        | Kvindernes 57 kg                            | august 8                                    |
| Bronze                                      | Takuya Haneda | Kano og kajak                               | Mændenes slalom C-1                         | august 9                                    |
| Bronze                                      | Takanori Nagase | Judo                                        | Mændenes 81 kg                              | august 9                                    |
| Bronze                                      | Kosuke Hagino Naito Ehara Yuki Kobori Takeshi Matsuda                                                                  | Svømning                                    | Mændenes 4x200 m fri                        | august 9                                    |
| Bronze                                      | Natsumi Hoshi | Svømning                                    | Kvindernes 200 m butterfly                  | august 10                                   |
| Bronze                                      | Ryunosuke Haga | Judo                                        | Mændenes 100 kg                             | august 11                                   |
| Bronze                                      | Jun Mizutani | Bordtennis                                  | Mændenes single                             | august 11                                   |
| Bronze                                      | Kanae Yamabe | Judo                                        | Kvindernes +78 kg                           | august 12                                   |
| Bronze                                      | Kei Nishikori | Tennis                                      | Herrersingle                                | august 14                                   |
| Bronze                                      | Kenzō Shirai | Gymnastik                                   | Spring over hest                            | august 15                                   |
| Bronze                                      | Yukiko Inui Risako Mitsui                                                                                              | Synkronsvømning                             | Kvindernes duet                             | august 16                                   |
| Bronze                                      | Ai Fukuhara Kasumi Ishikawa Mima Ito                                                                                   | Bordtennis                                  | Kvindernes team                             | august 16                                   |
| Bronze                                      | Nozomi Okuhara | Badminton                                   | Damesingle                                  | august 19                                   |
| Bronze                                      | Aika Hakoyama Aiko Hayashi Yukiko Inui Kei Marumo Risako Mitsui Kanami Nakamaki Mai Nakamura Kano Omata Kurumi Yoshida | Synkronsvømning                             | Kvindernes hold                             | august 19                                   |
| Bronze                                      | Hirooki Arai | Atletik                                     | Mændenes 50 km kapgang                      | august 19                                   |

## Svømning

### Resultater
| Dato           | Disciplin       | H/D    | Udøver                                                   | Indledende heat | Indledende heat | Semifinale          | Semifinale          | Finale              | Finale              |
| Dato           | Disciplin       | H/D    | Udøver                                                   | Tid             | Placering       | Tid                 | Placering           | Tid                 | Placering           |
| -------------- | --------------- | ------ | -------------------------------------------------------- | --------------- | --------------- | ------------------- | ------------------- | ------------------- | ------------------- |
| 6. august      | 400 m IM        | Herrer | Kosuke Hagino                                            | 4:10,00         | 3 Q             | N/A                 | N/A                 | 4:06,05             | Guld                |
| 6. august      | 400 m IM        | Herrer | Daiya Seto                                               | 4:08,47         | 2 Q             | N/A                 | N/A                 | 4:09,71             | Bronze              |
| 6. august      | 100 m butterfly | Damer  | Rikako Ikee                                              | 57,27           | 7 Q             | 57,05               | 3 Q                 | 56,86               | 5                   |
| 6. august      | 100 m butterfly | Damer  | Natsumi Hoshi                                            | 58,15           | 14 Q            | 58,03               | 10                  | ude af konkurrencen | ude af konkurrencen |
| 6. august      | 400 m fri       | Herrer | Naito Ehara                                              | 3:50,61         | 31              | N/A                 | N/A                 | ude af konkurrencen | ude af konkurrencen |
| 6. august      | 400 m IM        | Damer  | Sakiko Shimizu                                           | 4:34,66         | 7 Q             | N/A                 | N/A                 | 4:38,06             | 8                   |
| 6. august      | 400 m IM        | Damer  | Miho Takahashi                                           | 4:37,33         | =10             | N/A                 | N/A                 | ude af konkurrencen | ude af konkurrencen |
| 6. – 7. august | 100 m bryst     | Herrer | Yasuhiro Koseki                                          | 58,91           | 2 Q             | 59,23               | 4 Q                 | 59,37               | 6                   |
| 6. august      | 100 m bryst     | Herrer | Ippei Watanabe                                           | 1:00,33         | 18              | ude af konkurrencen | ude af konkurrencen | ude af konkurrencen | ude af konkurrencen |
| 6. august      | 4x100 m fri     | Damer  | Miki Uchida Rikako Ikee Misaki Yamaguchi Yayoi Matsumoto | 3:36,74         | 7 Q             | N/A                 | N/A                 | 3:37,78             | 8                   |
| 7. august      | 100 m ryg       | Damer  | Natsumi Sakai                                            | 1:01,74         | 26              | ude af konkurrencen | ude af konkurrencen | ude af konkurrencen | ude af konkurrencen |